# 詹氏穗肩䲁
詹氏穗肩䲁（學名：Cirripectes jenningsi），又稱詹氏項鬚䲁，為輻鰭魚綱鳚形目䲁科穗肩䲁屬的一種，分布於太平洋吉爾伯特群島至土阿莫土群島海域，深度0至10公尺，本魚體呈長橢圓形且側扁，上唇小圓齒41-47，鰓耙19-24，頭部感覺孔系統複雜，眶上2-4觸鬚，鼻8-19觸鬚，頸項34-44觸鬚，全身無鱗片，無頸瓣，成魚及幼魚前體淺玫瑰色，有黑色斑點及2條寬橫帶，後體深紫色或藍色，有白色斑點，卷鬚淡色，下唇後方有深褐色小斑點，背鰭膜與尾鰭相連，最後一根棘上有一深凹口，第一根棘幾乎與第二根棘相同或略高，背鰭硬棘12-13枚、背鰭軟條15-16枚、臀鰭硬棘2枚、臀鰭軟條15-17枚，體長可達7.6公分，成魚棲息在岩岸淺水區，通常躲在洞穴，一旦遇危險時以倒游方式躲入小洞穴中，僅露出頭部注視敵人，具領域性，幼魚為浮游性，雌魚產附著性卵，雄魚有護卵行為。